# Digter (dokumentarfilm)
Digter er en dansk dokumentarfilm fra 2000 instrueret af Claus Bohm efter eget manuskript.

## Handling
Hvad er en digter? Hvad er et digt? Hvad er skønhed? Det er nogle af de spørgsmål, der stilles i filmen. Den er en personlig skildring af ti yngre digtere, der har været med til at præge 1990'ernes danske lyrik. Med rejsen som tema bevæger filmen sig igennem forskellige rum, elementer og digteriske landskaber. Ti forskellige stemmer med hvert sit temperament, men fælles om en drift mod digtet, sproget og verdenen.

## Medvirkende
- Annemette Kure Andersen
- Naja Marie Aidt
- Niels Lyngsø
- Morten Søndergaard
- Janus Kodal
- Christian Dorph
- Lene Henningsen
- Karen Marie Edelfeldt
- Katrine Marie Guldager
- Nicolaj Stochholm